# Coupe des nations de cyclisme sur piste
La Coupe des nations de cyclisme sur piste est une compétition organisée par l'Union cycliste internationale (UCI) depuis 2021.
Elle succède à la Coupe du monde sur piste, organisée de 1993 à 2020.

## Règlement
Les compétitions s’adressent à des sélections nationales et aux équipes piste UCI qualifiées. À partir de 2025, les équipes piste UCI sont exclues de la Coupe des Nations.
Le nombre de points attribués dépend du type de l'épreuve (individuelle, course à l'américaine, poursuite par équipes ou vitesse par équipes).
À l'issue de chaque compétition, les coureurs ex æquo au classement général sont départagés par le plus grand nombre de premières places, puis de deuxièmes places et ainsi de suite. S'ils sont encore ex æquo, c'est leur meilleur classement dans l'épreuve la plus récente qui les départage.
Le total des points obtenus par chaque nation ou équipe dans chacune des compétitions permet d'établir, au terme de la dernière manche du calendrier, le classement général final par nation.

## Palmarès

### Par nations
| Années | Vainqueur       | Deuxième  | Troisième |
| ------ | --------------- | --------- | --------- |
| 2021   | Colombie        | Ukraine   | Allemagne |
| 2022   | Italie          | Colombie  | Allemagne |
| 2023   | Grande-Bretagne | Allemagne | France    |
| 2024   | Grande-Bretagne | Japon     | Allemagne |
| 2025   | Australie       | Allemagne | Japon     |

### Hommes

#### Kilomètre
| Années | Vainqueur        | Deuxième          | Troisième       |
| ------ | ---------------- | ----------------- | --------------- |
| 2021   | Santiago Ramírez | Ronaldo Laitonjam | Nicholas Paul   |
| 2022   | Santiago Ramírez | Melvin Landerneau | Cristian Ortega |

#### Keirin
| Années | Vainqueur                    | Deuxième           | Troisième                    |
| ------ | ---------------------------- | ------------------ | ---------------------------- |
| 2021   | Kevin Quintero               | Vasilijus Lendel   | Santiago Ramírez             |
| 2022   | Kevin Quintero               | Matthew Richardson | Harrie Lavreysen             |
| 2023   | Kevin Quintero               | Matthew Richardson | Muhammad Shah Firdaus Sahrom |
| 2024   | Kaiya Ota                    | Jack Carlin        | Jeffrey Hoogland             |
| 2025   | Muhammad Shah Firdaus Sahrom | Sébastien Vigier   | Shinji Nakano                |

#### Vitesse individuelle
| Années | Vainqueur          | Deuxième             | Troisième        |
| ------ | ------------------ | -------------------- | ---------------- |
| 2021   | Kevin Quintero     | Santiago Ramírez     | Vasilijus Lendel |
| 2022   | Harrie Lavreysen   | Matthew Richardson   | Nicholas Paul    |
| 2023   | Mateusz Rudyk      | Harrie Lavreysen     | Mikhail Iakovlev |
| 2024   | Kaiya Ota          | Matthew Richardson   | Vasilijus Lendel |
| 2025   | Matthew Richardson | Harry Ledingham-Horn | Rayan Helal      |

#### Vitesse par équipes
| Années | Vainqueur       | Deuxième        | Troisième |
| ------ | --------------- | --------------- | --------- |
| 2021   | Ukraine         | Inde            | Canada    |
| 2022   | Chine           | Colombie        | Pays-Bas  |
| 2023   | Chine           | Grande-Bretagne | Australie |
| 2024   | Grande-Bretagne | Chine           | Australie |
| 2025   | Grande-Bretagne | Japon           | Australie |

#### Poursuite individuelle
| Années | Vainqueur      | Deuxième         | Troisième           |
| ------ | -------------- | ---------------- | ------------------- |
| 2021   | Daniel Crista  | Gleb Syritsa     | Ashton Lambie       |
| 2022   | Davide Plebani | Nicolas Heinrich | Tobias Buck-Gramcko |

#### Poursuite par équipes
| Années | Vainqueur       | Deuxième   | Troisième        |
| ------ | --------------- | ---------- | ---------------- |
| 2021   | Russie          | Colombie   | Allemagne        |
| 2022   | Italie          | Chine      | Allemagne        |
| 2023   | Grande-Bretagne | France     | Danemark         |
| 2024   | Grande-Bretagne | Japon      | Italie           |
| 2025   | Australie       | États-Unis | Nouvelle-Zélande |

#### Américaine
| Années | Vainqueur | Deuxième | Troisième        |
| ------ | --------- | -------- | ---------------- |
| 2021   | Ukraine   | Autriche | Biélorussie      |
| 2022   | Italie    | Mexique  | Japon            |
| 2023   | Allemagne | Pays-Bas | Portugal         |
| 2024   | Portugal  | Japon    | Nouvelle-Zélande |
| 2025   | Espagne   | Pays-Bas | Belgique         |

#### Omnium
| Années | Vainqueur        | Deuxième            | Troisième           |
| ------ | ---------------- | ------------------- | ------------------- |
| 2021   | Yauheni Karaliok | Daniel Crista       | Eiya Hashimoto      |
| 2022   | Gavin Hoover     | Juan Esteban Arango | Tim Torn Teutenberg |
| 2023   | Sebastián Mora   | Thomas Boudat       | Vincent Hoppezak    |
| 2024   | Dylan Bibic      | Aaron Gate          | Kazushige Kuboki    |
| 2025   | Yanne Dorenbos   | Ashlin Barry        | Kazushige Kuboki    |

#### Course par élimination
| Années | Vainqueur      | Deuxième              | Troisième           |
| ------ | -------------- | --------------------- | ------------------- |
| 2021   | Akil Campbell  | Carloalberto Giordani | Eiya Hashimoto      |
| 2022   | Yoeri Havik    | Mathias Guillemette   | Tim Torn Teutenberg |
| 2023   | Eiya Hashimoto | Yoeri Havik           | Kazushige Kuboki    |
| 2024   | Dylan Bibic    | Shunsuke Imamura      | Michele Scartezzini |
| 2025   | Jules Hesters  | Noah Wulff            | Tim Wafler          |

### Femmes

#### 500 mètres
| Années | Vainqueur     | Deuxième          | Troisième        |
| ------ | ------------- | ----------------- | ---------------- |
| 2021   | Martha Bayona | Anis Amira Rosidi | Miriam Vece      |
| 2022   | Martha Bayona | Miriam Vece       | Pauline Grabosch |

#### Keirin
| Années | Vainqueur     | Deuxième                 | Troisième           |
| ------ | ------------- | ------------------------ | ------------------- |
| 2021   | Martha Bayona | Yūka Kobayashi           | Yuli Verdugo        |
| 2022   | Martha Bayona | Steffie van der Peet     | Laurine van Riessen |
| 2023   | Mina Sato     | Alessa-Catriona Pröpster | Martha Bayona       |
| 2024   | Mathilde Gros | Emma Finucane            | Mina Sato           |
| 2025   | Mathilde Gros | Veronika Jaborníková     | Mina Sato           |

#### Vitesse individuelle
| Années | Vainqueur     | Deuxième            | Troisième          |
| ------ | ------------- | ------------------- | ------------------ |
| 2021   | Martha Bayona | Anis Amira Rosidi   | Anastasiia Voinova |
| 2022   | Martha Bayona | Laurine van Riessen | Kelsey Mitchell    |
| 2023   | Martha Bayona | Emma Finucane       | Sophie Capewell    |
| 2024   | Mathilde Gros | Emma Finucane       | Emma Hinze         |
| 2025   | Yuan Liying   | Alina Lysenko       | Hetty van de Wouw  |

#### Vitesse par équipes
| Années | Vainqueur | Deuxième        | Troisième       |
| ------ | --------- | --------------- | --------------- |
| 2021   | Colombie  | Russie          | Hong Kong       |
| 2022   | Pays-Bas  | Canada          | Chine           |
| 2023   | Chine     | Grande-Bretagne | Mexique         |
| 2024   | Pologne   | Mexique         | Grande-Bretagne |
| 2025   | Pays-Bas  | Grande-Bretagne | Allemagne       |

#### Poursuite individuelle
| Années | Vainqueur     | Deuxième     | Troisième           |
| ------ | ------------- | ------------ | ------------------- |
| 2021   | Lily Williams | Kelly Murphy | Hanna Tserakh       |
| 2022   | Susu Wang     | Siqi Guan    | Letizia Paternoster |

#### Poursuite par équipes
| Années | Vainqueur        | Deuxième         | Troisième       |
| ------ | ---------------- | ---------------- | --------------- |
| 2021   | Canada           | Irlande          | Pologne         |
| 2022   | Italie           | Chine            | États-Unis      |
| 2023   | Grande-Bretagne  | Allemagne        | Canada          |
| 2024   | Nouvelle-Zélande | Chine            | Grande-Bretagne |
| 2025   | Allemagne        | Nouvelle-Zélande | Australie       |

#### Américaine
| Années | Vainqueur       | Deuxième        | Troisième        |
| ------ | --------------- | --------------- | ---------------- |
| 2021   | Biélorussie     | Brésil          | Pologne          |
| 2022   | Italie          | États-Unis      | Australie        |
| 2023   | Grande-Bretagne | Italie          | France           |
| 2024   | Italie          | Grande-Bretagne | Suisse           |
| 2025   | Danemark        | Allemagne       | Nouvelle-Zélande |

#### Omnium
| Années | Vainqueur        | Deuxième       | Troisième        |
| ------ | ---------------- | -------------- | ---------------- |
| 2021   | Verena Eberhardt | Daria Pikulik  | Maria Martins    |
| 2022   | Jennifer Valente | Yūmi Kajihara  | Victoria Velasco |
| 2023   | Ally Wollaston   | Anita Stenberg | Jennifer Valente |
| 2024   | Katie Archibald  | Tsuyaka Uchino | Yūmi Kajihara    |
| 2025   | Ally Wollaston   | Lisa van Belle | Valeria Valgonen |

#### Course par élimination
| Années | Vainqueur        | Deuxième                    | Troisième               |
| ------ | ---------------- | --------------------------- | ----------------------- |
| 2021   | Verena Eberhardt | Alice Tamirys Leite De Melo | Yareli Acevedo          |
| 2022   | Jennifer Valente | Michelle Andres             | Tania Calvo             |
| 2023   | Anita Stenberg   | Jennifer Valente            | Victoire Berteau        |
| 2024   | Anita Stenberg   | Jennifer Valente            | Laura Rodríguez Cordero |
| 2025   | Yareli Acevedo   | Lisa van Belle              | Mizuki Ikeda            |